# Maciej Kasperski

Zdjęcie z ekspozycji wystawy Fetysz Fitnessu, Galeria CiSZ BWA, Wrocław 2017

Ekspozycja prac z cyklu Triplex System, Narodowe Forum Muzyki, Wrocław 2016

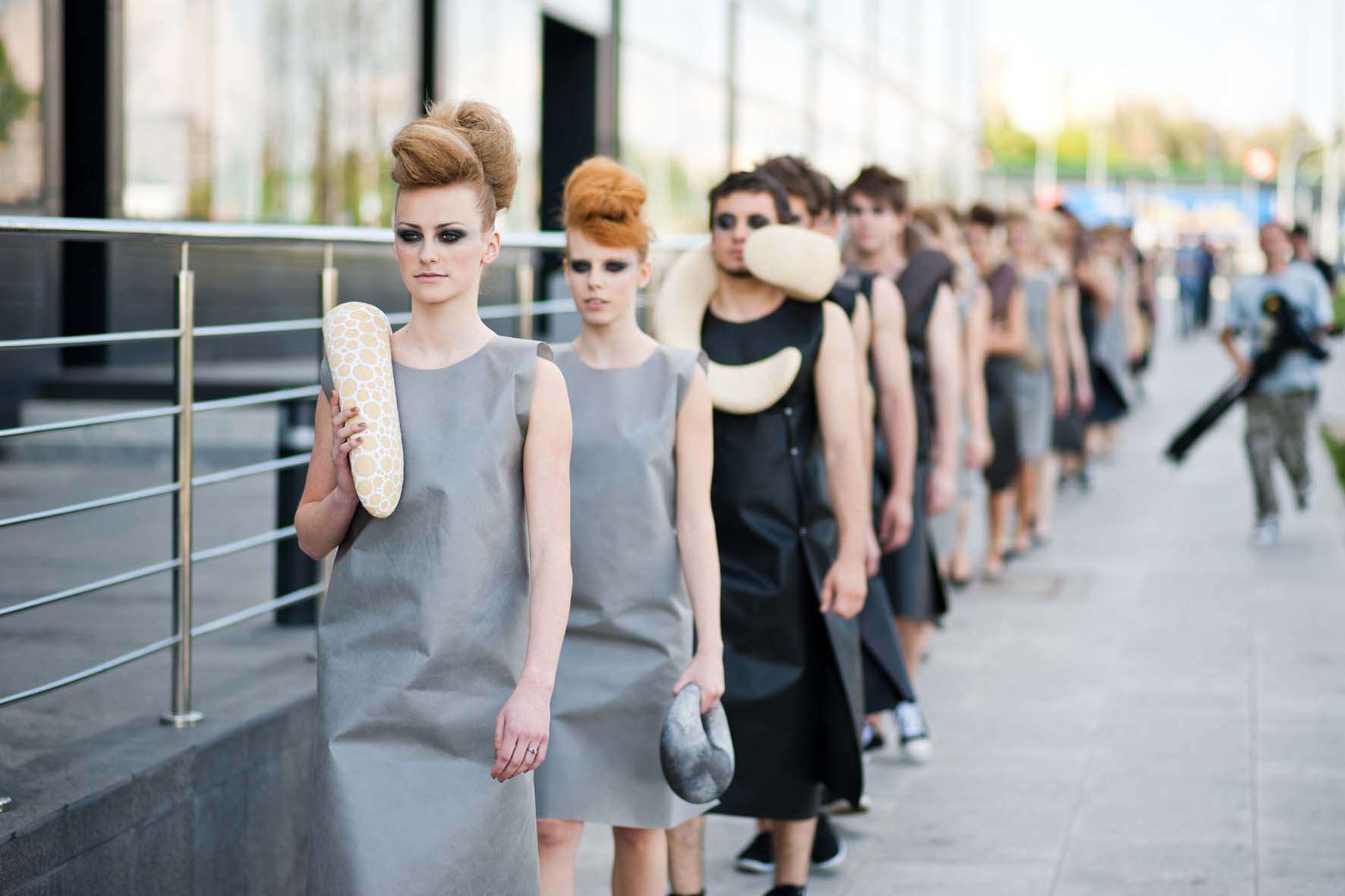
Pokaz kolekcji Ceramiki Noszonej, Off Fashion Kielce 2012

Fragment ekspozycji Ceramika Noszona, Konduktorownia Regionalne Towarzystwo Zachęty Sztuk Pięknych w Częstochowie, 2014

Blue spiral z cyklu Opór i poddanie, ASP Wrocław, 2019

Świadomość z cyklu Warstwy, Muzeum Sztuki Współczesnej oddział Muzeum Narodowego we Wrocławiu, 2022

Maciej  Kasperski (ur. 1969, zm. 11 listopada 2020) – polski artysta plastyk specjalizujący się w rzeźbie ceramicznej, projektant, grafik, doktor habilitowany sztuk plastycznych i profesor Akademii Sztuk Pięknych we Wrocławiu.

## Życiorys
Maciej Kasperski urodził się 28 października 1969 r. w Ziębicach na Dolnym Śląsku. Dzieciństwo i młodość spędził w Jastrzębiu Zdroju, gdzie ukończył liceum ogólnokształcące. W latach 1991–1996 studiował na Wydziale Ceramiki i Szkła Akademii Sztuk Pięknych we Wrocławiu, gdzie w 1996 roku uzyskał dyplom z zakresu ceramiki unikatowej i artystycznej w pracowni prof. Ireny Lipskiej- Zworskiej oraz ceramiki przemysłowej  u prof. Lidii Kupczyńskiej - Jankowiak. Od 1999 r.  prowadził zajęcia  w Katedrze Ceramiki.  Maciej Kasperski w swej twórczości działał na styku rzeźby i dizajnu. Realizował unikatowe prace ceramiczne, obiekty i instalacje. Zajmował się również grafiką i fotografią. Był organizatorem i kuratorem wystaw. Zmarł niespodziewanie 11 listopada 2020 r. we Wrocławiu tuż przed indywidualną wystawą  pt. Opór i Poddanie oraz w trakcie prac nad kolejnym cyklem rzeźb zatytułowanym Warstwy.

## Twórczość
Wystawy Macieja Kasperskiego powstawały jako cykle prezentacji budowanych zawsze wokół określonego wątku tematycznego oraz rozwiązania formalnego. Ich wspólnym mianownikiem były rozważania dotyczące przedmiotu i jego sfery użytkowej. W swej twórczości poszukiwał  wspólnej płaszczyzny dla egzystencji przedmiotów użytkowych i obiektów artystycznych (kolekcje Ctrl C, Ctrl V, Ceramika Noszona, Przedmioty Rytualne, Fetysz Fitnessu).
Credo artystyczne:
"Interesują mnie zależności między formą a funkcją przedmiotu. Związane to jest z przekonaniem o wyjątkowej wartości estetycznej i symbolicznej przedmiotów codziennego użytku. Dążę do uprawiania sztuki, która będzie oddziaływać nie tylko na poziomie odczuć, zmysłów, przyjemności estetycznej czy skojarzeń, ale przekazującej treści odnoszące się do człowieka i tym co się z nim wiąże".

## Wybrane prace

### Cykle

Fryz z cyklu Fetysz Fitnessu, Galeria CiSZ BWA, Wrocław 2017

- Triplex System 2004-2007
- Formy Nieużyteczne 2002-2006
- SH 2005
- SVC 2005
- SVH 2005
- Przedmioty Rytualne 2009-2010
- Zmarszczki 2010-2011
- Ceramika Noszona 2011
- Karesansui 2012
- Fetysz Fitnessu 2016-2017
- Opór i poddanie 2018-2020
- Warstwy 2020

### Instalacje
- Zapach 1997
- Turbina 2002
- Mack 2002
- Lingua Corpus 2005
- 12+1 (set) 2009
- Autoportret z rękawicami 2016
- Galaxy 2014

## Wystawy indywidualne
- 1996 Wystawa Podyplomowa – Arsenał, Wrocław
- 1997 Zapach – BWA Galeria Szkła i Ceramiki, Wrocław
- 2000 Ceramika & Rysunek – Galeria Epicentrum, Jastrzębie-Zdrój
- 2002 Maciej Kasperski. Ceramika – Galeria Epicentrum, Jastrzębie-Zdrój
- 2002 Mack – BWA Galeria Szkła i Ceramikii, Wrocław
- 2003 Ars Amandi – Galeria Muza, Lubin
- 2003 Trzy Elementy – Muzeum Ceramiki, Bolesławiec
- 2003 Mack in MOK – Galeria Epicentrum, Jastrzębie-Zdrój
- 2005 Ctrl C, Ctrl V – Galeria Epicentrum, Jastrzębie-Zdrój
- 2007 Ctrl C, Ctrl V –  BWA Galeria Szkła i Ceramiki, Wrocław
- 2009 Patrzeć czy używać? – Galeria Winda, Kielce
- 2009 Patrzeć czy używać? – Galeria Marquardt, Łódź
- 2009 Patrzeć czy używać? – Galera Długa, Bolesławiec
- 2009 12+1 – Galeria BB, Kraków
- 2011 Ceramika Noszona #1 – przestrzeń miejska, Wrocław
- 2011 Ceramika Noszona #2 – Galeria Epicentrum, Jastrzębie-Zdrój
- 2012 Karesansui – Regionalne Towarzystwo Zachęty Sztuk Pięknych, Konduktorownia, Częstochowa
- 2012 Ceramika Noszona #3 – pokaz otwierający konkurs Off Fashion, Galeria  Echo, Kielce
- 2014 (A)symetria – Galeria Neon, Centrum Użyteczności. Centrum Innowacyjności. Wrocław, Akademia Sztuk Pięknych we Wrocławiu
- 2016 Sekwencje Dotyku – Galeria M Odwach, Wrocław
- 2017 Fetysz Fitnessu – BWA Galeria Szkła i Ceramiki, Wrocław
- 2019 Wibracje – Domar, Noc z Designem, Wrocław
- 2021 Opór i poddanie -  Vivid Gallery, Wrocław
- 2022 Warstwy - Muzeum Narodowe we Wrocławiu

Instalacja 12+1 na wystawie Wiara w kulturze, Kościół Św. Krzyża we Wrocławiu, 2016

Zestaw kobaltowy z cyklu Przedmioty Rytualne, ASP, Wrocław 2013

## Wystawy zbiorowe
- 1994 Ceramika Młodych – Wzgórze Zamkowe, Lubin
- 1994 Katedra Ceramiki i Grafiki PWSSP we Wrocławiu – Ratusz Główny Miasta, Gdańsk
- 1994 Tradycja i współczesność – Braunschweig (Niemcy), Halle (Niemcy)
- 1995 Mistrz, Adept, Uczniowie – Linia Przekazu – Galeria BWA, Wrocław
- 1995 Piątka na Jatkach. Wypał pieca węgierskiego – TV Wrocław
- 1995 Ceramika Młodych – Galeria BWA, Wrocław
- 1996 Ceramika Młodych – Wzgórze Zamkowe, Lubin
- 1997 Forma i Użytkowość, wystawa polskiego wzornictwa przemysłowego (konkurs)  – Targi Poznańskie, Poznań
- 1998 Ceramika Młodych – Wzgórze Zamkowe, Lubin
- 1999 Ceramika Nieznana – Muzeum Historii Przemysłu, Opatówek; Galeria BWA Design Wrocław; Muzeum Sztuk Użytkowych, Poznań
- 1999 Design Młodych – Instytut Wzornictwa Przemysłowego, Warszawa 1999
- 1999 Wystawa w ramach 35 pleneru Ceramiczno-Rzeźbiarskiego w Bolesławcu, Bolesławiec, Pirna (Niemcy)
- 2000 Ceramika Młodych – Wzgórze Zamkowe, Lubin
- 2000 Ceramicy Polscy – University Art Gallery, Akron (Ohio/USA)
- 2000 Wystawa w ramach 35 pleneru Ceramiczno-Rzeźbiarskiego w Bolesławcu, Kraków, Wrocław
- 2000 Wystawa w ramach 36 pleneru Ceramiczno-Rzeźbiarskiego w Bolesławcu, Galeria BOK, Bolesławiec; Legnica
- 2002 Wrocławski Ogród Ceramiki – Muzeum Historii Przemysłu, Opatówek, Galeria BWA, Zamek Książąt Pomorskich Szczecin
- 2003 Wrocławski Ogród Ceramiki – Wrocław, Szczecin
- 2003 Czarno-białe – Wrocław, Kraków
- 2003 Podwyższona temperatura – Wrocław
- 2003 Rozmaitości – Galeria Nizio, Warszawa
- 2003 Międzynarodowy Konkurs Rysunku – Muzeum Architektury, Wrocław
- 2004 II Międzynarodowy Konkurs Rysunku – Kielce, Sandomierz, Częstochowa, Leszno
- 2004 Ceramika Młodych. Pierwszy Ogień – Lubin, Wrocław
- 2004 Egeria’2004. XII Ogólnopolski Salon Plastyki – Galeria Sztuki Współczesnej, Ostrów Wielkopolski
- 2004 Chleb i Sztuka czy Sztuka i Chleb, vol. I Silos – Mamut, Wrocław
- 2004 Design.pl – Instytut Polski, Budapeszt (Węgry)
- 2004 Ceramika i szkło polskie XX w. – Muzeum Narodowe, Wrocław
- 2005 1, 2, 3... Odliczanie – Galeria BB, Kraków, Wrocław
- 2005 Tygiel Artystyczny – Twierdza Modlin, Modlin
- 2005 Ceramika Wschodnioeuropejska - Geformte Erde – Schwandorf-Fronberg (Niemcy)
- 2005 Rzeźba 2005. Dolnośląskie Wystawy Sztuki (konkurs) – Galeria BWA Awangarda, Wrocław
- 2005 Wrocławskie Genius Loci – Targi Sztuki, Salzburg (Austria)
- 2006 Figura a struktura – Galeria El,  Elbląg, Gdańsk
- 2006 Wieżowce Wrocławia – Muzeum Narodowe, Wrocław
- 2006 Inne Media 2006. Dolnośląskie Wystawy Sztuki (konkurs) – Galeria BWA Awangarda, Wrocław
- 2006 Gebrannte kunst. Wrocławska Szkoła Ceramiki – Villa Streccius Gallery, Landau (Niemcy)
- 2007 Narrative Keramik - Ceramika artystyczna wschodniej Europy – Museum Ceramiki Westerwald, Höhr-Grenzhausen (Niemcy); Galerie Freihausgasse Villach (Austria)
- 2007 Céramique et verre artistique – Rabat (Maroko)
- 2007 Wystawa poplenerowa 31. Międzynarodowe Sympozjum Ceramiki – Porcelana Inaczej, Muzeum Wałbrzych ,Guzik wrocławski – Wrocław
- 2007 Spirala czasu – Galeria pod Plafonem, Wrocław
- 2007 Ceramika Wrocławska. Nowe postawy, nowi twórcy (kurator) – Galeria Sztuki  Wozownia, Toruń
- 2007 VIII Międzynarodowe Biennale Ceramiki (konkurs) – Manises (Hiszpania)
- 2008 Aus polnischen Feuern – Galerie Brigitte Knyrim, Ratyzbona (Niemcy)
- 2008 Kinkiet – Browar Mieszczański, Wrocław
- 2008 Wystawa poplenerowa 31. Międzynarodowe Sympozjum Ceramiki – Porcelana Inaczej, Muzeum Miejskie Ratusz, Wrocław
- 2008 VIII Międzynarodowa Wystawa Ceramiki – Mino (Japonia)
- 2008 www.asp.wroc.pl – wrocławska wystawa designu – Miejska Galeria Sztuki, Łódź; Wichmann Halle, Brunszwik (Niemcy), Schätze aus Breslau– Buttenheim (Niemcy)
- 2009 Design-Antydesign 2009. Dolnośląskie Wystawy Sztuki (konkurs, komisarz wystawy)  Muzeum Architektury, Wrocław
- 2009 V Międzynarodowa Wystawa Małej Formy Porcelanowej (konkurs) - Muzeum Porcelany, Ryga (Łotwa)
- 2009 IV Międzynarodowa Wystawa Ceramiki, Kunstforum – Piaristen, Wiedeń (Austria)
- 2010 Argilla – Pallazzo Della Esposizioni, Faenza (Włochy)
- 2010 Mixed Media, Keramik Plus – Keramik Museum, Höhr-Grenzhausen (Niemcy)
- 2011 Prezent dla panny młodej, 100 lat Związku Polskich Artystów Plastyków ,Galeria BB, Wrocław
- 2011 Without Borders, Międzynarodowa Wystawa Ceramiki – Sankt Petersburg (Rosja)
- 2011 Ceramics Now – The Paintbrush Factory, Cluj-Napoca (Rumunia)
- 2012 Światło i Materia – Muzeum Karkonoskie, Jelenia Góra
- 2012 Nowe otwarcie – Dom Artysty Plastyka, Okręg Warszawski ZPAP, Warszawa
- 2012 Ceramics Now Exhibition. Contemporary ceramics exhibition – Galateea Gallery,  Bukareszt (Rumunia)
- 2012 My Wrocławianie – Dom Artysty Plastyka, Warszawa
- 2012 Przestrzeń pomiędzy nami – Kunsthaus, Wiesbaden (Niemcy)
- 2013 Trzy wymiary –Centrum Rzeźby Polskiej, Orońsko
- 2013 Pieczyste. Ceramicy na Jatkach (kurator) – Jatki, Wrocław
- 2013 XI Międzynarodowe Biennale Ceramiki (konkurs) – Manises (Hiszpania)
- 2014 Idea i Tworzywo, Andel’s Hotel, Łódź
- 2014 PolArtDesign, Seeschloss Ort, Gmunden (Austria)
- 2014 Garten Kunst, Galerie Brigitte Knyrim, Ratyzbona (Niemcy)
- 2014 European Ceramic Context 2014, Ceramic Art, Bornholm Art Museum, Gudhjem (Dania)
- 2014 Ceramics Of Europe - Keramik Europas - 13. Westerwaldpreis 2014 – Keramik Museum, Höhr-Grenzhausen (Niemcy)
- 2015 Design a Sztuka, Gdańsk-Oliwa, Muzeum Narodowe w Gdańsku, Oddział Sztuki Nowoczesnej, Pałac Opatów w Oliwie
- 2015 Ceramika by PL, Wawa Design Festival 2015 – Akademia Sztuk Pięknych, Warszawa
- 2015 Współczesna Ceramika od Fontany do Ueckera, kolekcja fundacji Lontzen,  Hetjens-Museums, Düsseldorf
- 2016 Rezonanse Sztuki II – Narodowe Forum Muzyki, Wrocław
- 2016 Ceramika i szkło. Obszary sensualne – Muzeum Miejskie Arsenał, Wrocław
- 2016 Wiara w kulturze – kościół św. Krzyża, Wrocław; Dworzec PKP, Legnica
- 2016 Tonkgama – Centrum Sztuk Użytkowych. Centrum Innowacyjności. Wrocław,  Akademia Sztuk Pięknych we Wrocławiu
- 2016 TseGlyna, Contemporary Ceramics Festival – Kijów (Ukraina)
- 2016 Flagi sztuki – Akademia Sztuk Pięknych, Wrocław
- 2016 Targi sztuki, Affordable Art Fair – Amsterdam (Holandia), Kromhoutal
- 2016 Tongkama – Winnica De Sas, Czeszyce
- 2016 Wrocławski Ogród Ceramiki – Centrum Ceramiki Unikatowej, Stara Kopalnia, Wałbrzych
- 2017 XXXIX International Competition of Ceramic Art – Gualdo Tadino (Włochy)
- 2017 Poland, for Canada. With Love – Ottawa, Kanada
- 2017 Biennale Rzeźby Ceramicznej im. Wasyla Kriczeskowo, National Museum-Park of Ukrainian Pottery, Opisznia (Ukraina)
- 2018 A my po ESK... ekspresja, struktura, kolor –  Galeria BWA Awangarda, Wrocław
- 2018 European Ceramic Context, Open Call (konkurs) – Bornholms Center for Arts & Crafts, Grønbechs Gård (Dania)
- 2018 Opus Duarum – Titanikas, Akademia Sztuk Pięknych, Wilno (Litwa)
- 2018 Rzeźba i formy przestrzenne – Desa Unicum, Warszawa
- 2018 Polak, artysta, ceramik, Trienale – Muzeum Ceramiki, Bolesławiec
- 2018 Para. Ceramika. Grafika – Lázně, Oblastni Galerie Liberec (Czechy)
- 2018 Wystawa ze zbiorów MOK w Jastrzębiu-Zdroju – Galeria Epicentrum, Jastrzębie-Zdrój
- 2019 Stopnie˚ dizajnu, IV edycja 4 Design Days – Międzynarodowe Centrum Kongresowe,  Spodek, Katowice
- 2019 Teraz, Wystawa z okazji 70-lecia Wydziału Ceramiki i Szkła ASP – Centrum Ceramiki Unikatowej, Stara Kopalnia, Wałbrzych

## Nagrody i wyróżnienia
- 2000  Stypendium twórcze Uniwersytetu w Akron, Ohio (USA)
- 2008  Wyróżnienie na VIII Międzynarodowej Wystawie Ceramiki w Mino / Japonia (kategoria dizajn)
- 2008  Nominacja do Nagrody ZPAP okręgu dolnośląskiego „Dzieło Roku 2008”
- 2009  Publikacja pracy: „Triplex System, Ninja Cuts 4” w albumie: „500 Ceramic sculptures: contemporary practice, singular works”, wybór prac: Glen R. Brown, wyd. Larks Books, Nowy Jork/Londyn. Praca została wybrana spośród ponad 8000 zgłoszeń i jako jedyna reprezentowała Polskę
- 2009  Publikacja dwóch prac: „Triplex System, Ninja Cuts 2” oraz “SHC 04” w prestiżowym wydawnictwie „Contemporary Ceramics”, Emmanuel Cooper, wyd. Thames & Hudson, Londyn
- 2009  Stypendium artystyczne Marszałka Województwa Dolnośląskiego
- 2010  Stypendium artystyczne Ministra Kultury i Dziedzictwa Narodowego
- 2010  Publikacja 2 prac: „12+1 Set” oraz „Triplex System, Spleśniała Ninja Cuts 5” w „Ceramics Today”, Jeffrey B. Snyder, wyd. Schiffer Books, Atglen
- 2014  Wyróżnienie Sally Schöne, dyrektor Hetjens-Museum w Düsseldorfie, Ceramics Of Europe - Keramik Europas - 13. Westerwaldpreis 2014  Keramik Museum, Höhr-Grenzhausen (Niemcy)
- 2014  Stypendium "Mozart”, miejski program wsparcia partnerstwa szkolnictwa wyższego i nauki oraz sektora aktywności gospodarczej edycja 2014/2015, Urząd Miejski, Wrocław
- 2017  Wyróżnienie na 39 International Competition of Ceramic Art – Gualdo Tadino (Włochy)
- 2020  Stypendium Artystyczne Prezydenta Wrocławia